# Шевченко Анатолій Миколайович
Анатолій Миколайович Шевченко (нар. 28 червня 1954, Жданов) — український актор театру; заслужений артист України з 8 листопада 2017 року.

## Життєпис
Народився 28 червня 1954 року в місті Жданові (нині Маріуполь, Україна). 1981 року закінчив Київський державний інститут театрального мистецтва імені Івана Карпенка-Карого.
Працював у Дніпропетровському українському музично-драматичному театрі імені Тараса Шевченка. З 1999 року — у трупі Донецького академічного обласного російського драматичного театру в Маріуполі. Згодом – актор Кіровоградського академічного обласного українського музично-драматичного театру ім. Марка Кропивницького.

## Ролі у театрі
Донецький академічний обласний драматичний театр
- «Примадонни» Кена Людвіга — Доктор Майєрс
- «Труффальдіно з Бергамо» Карла Ґольдоні — Панталоне
- «Запрошення до замку» Жана Ануя — пан де Роменвіль
- «Побачення по середах» Валентина Красногорова — Генерал
- «Чорне та червоне, або Маріупольський скарб Нестора Махна» Віктора Сухорукова — Антонов-Овсієнко
- «Ніч перед Різдвом» за повістю Миколи Гоголя — Чуб
- «Приборкання норовливої» за п'єсою Вільяма Шекспіра — Баптіста
- «Тато в павутині» Рея Куні — Стенлі Поуні
- «Занадто одружений таксист» Рея Куні — Інспектор Портерхаус
- «Люкс 13» Рея Куні — Річард Віллі
- «Маленькі комедії» Аркадія Арканова та Григорія Горіна — Микола Степанович, начальник ЖКГ
- «Вовки і вівці» Олександра Островського — Линяєв
- «Міщанин-шляхтич» ща п'єсою Мольєра — Журден
- «Провінційні анекдоти» Олександра Вампілова — Рукосуєв
- «Повернися в Сорренто» Едуардо Де Філіппо — Аттіліо
- «Вичини Хануми» Авксентія Цагарелі — Князь Понтіашвілі
- «Троє на гойдалці» Луїджі Лунарі — Командор
- «Денис Давидов» Володимира Соловйова — Кутузов
- 2022 — «Крик нації» Людмили Колосович, Олени Білої та акторів театру; режисер Людмила Колосович (2022; прем'єра в Ужгороді)[4][5][6][7][8][9][10].

Кіровоградський академічний обласний український музично-драматичний театр ім. М. Л. Кропивницького
- 2024 — «Перед волею» Антона Литвинова за мотивами п'єси Марка Кропивницького; реж. Євген Лавренчук — Діброва, корифей[11]